# Znaki ostrzegawcze w Polsce

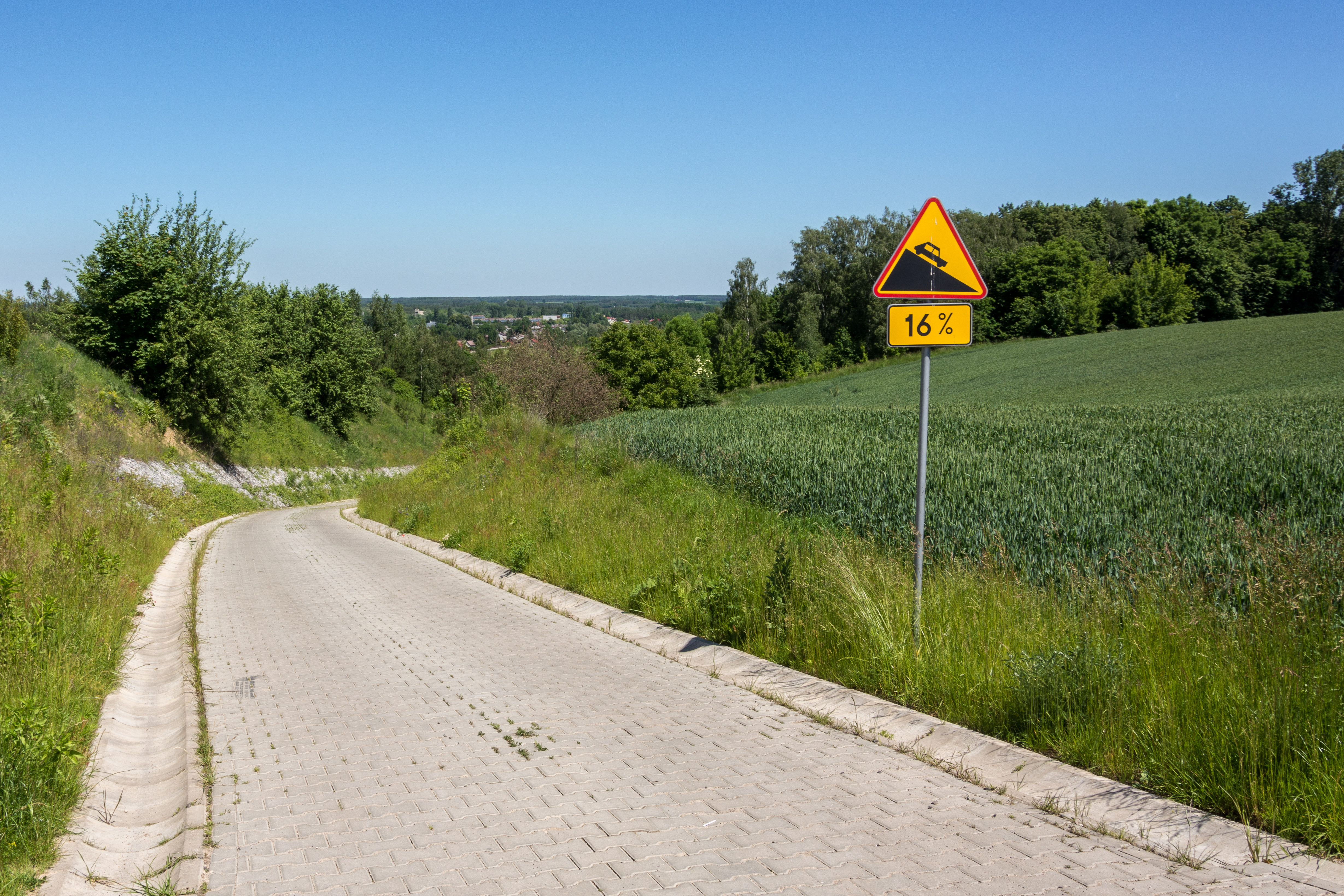
Znak ostrzegawczy A-22 „niebezpieczny zjazd” z tabliczką T-9 „tabliczka wskazująca rzeczywistą wielkość spadku lub wzniesienia drogi”.

W Polsce pojęcie znaków ostrzegawczych określa Rozporządzenie w sprawie znaków i sygnałów drogowych (Dz.U. z 2019 r. poz. 2310), a zakres ich stosowania – załącznik nr 1 do Rozporządzenia w sprawie szczegółowych warunków technicznych dla znaków i sygnałów drogowych oraz urządzeń bezpieczeństwa ruchu drogowego i warunków ich umieszczania na drogach (Dz.U. z 2019 r. poz. 2311).
Zgodnie z rozporządzeniem, znaki ostrzegawcze stosowane są w celu uprzedzenia o miejscach na drodze, w których kierujący powinni zachować szczególną ostrożność z powodu występujących lub mogących wystąpić niebezpieczeństw. Znaki ostrzegawcze stosuje się zarówno w miejscach, gdzie niebezpieczeństwo występuje stale (zakręty, zwężenie jezdni, stromy zjazd itp.), jak i w miejscach, gdzie występuje ono okresowo lub w zależności od pory dnia, roku (wzmożony ruch pieszych, zwierzęta na drodze itp.).
W II połowie lat 50. wprowadzono czerwoną obwódkę znaków, która zastąpiła czarną, stosowaną od lat 30.

## Kształt i wymiary

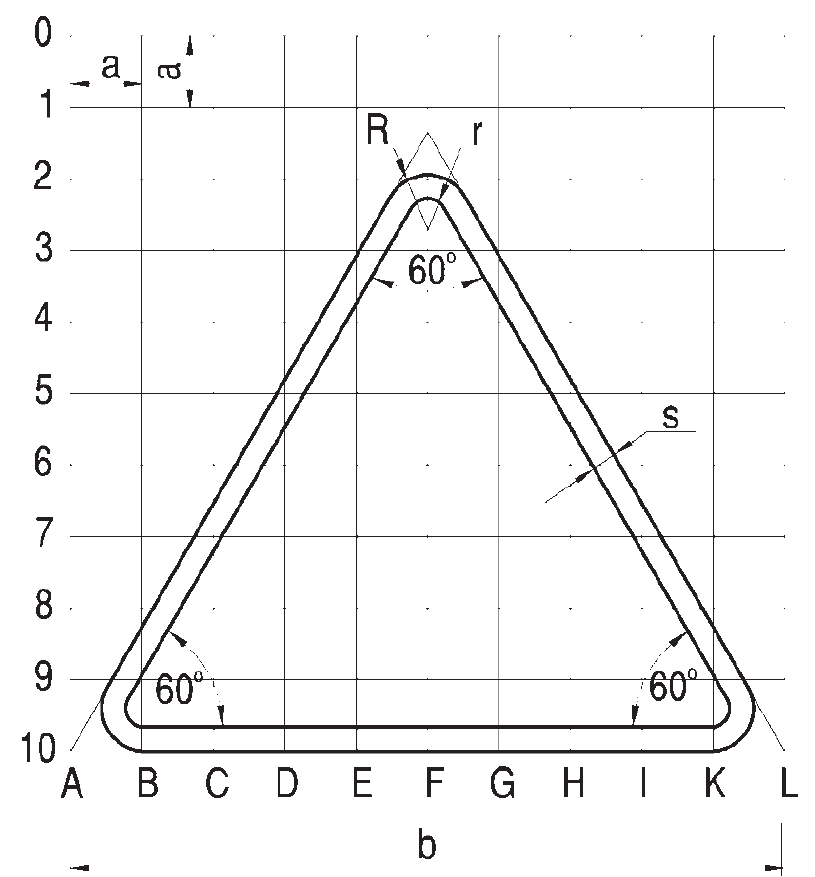
Kształt i wymiary znaków ostrzegawczych

Znaki ostrzegawcze mają kształt trójkąta równobocznego z wierzchołkiem do góry (z wyjątkiem znaku A-7 „ustąp pierwszeństwa”), z czerwoną obwódką i żółtym tłem (wzór zgodny z Konwencją wiedeńską o znakach i sygnałach drogowych z 1968 r. – Dz.U. z 1988 r. nr 5, poz. 42).
Podobnie jak w przypadku wszystkich pionowych znaków drogowych w Polsce, wyróżnia się pięć grup wielkości znaków ostrzegawczych: wielkie (W, długość boku 1200 mm), duże (D, długość boku 1050 mm), średnie (S, długość boku 900 mm), małe (M, długość boku 750 mm) oraz mini (MI, długość boku 600 mm). W zależności od wielkości znaku oprócz długości boku zmieniają się również promienie wyokrąglenia wierzchołków znaku oraz szerokość czerwonego obrzeża. Znaki A-7 „ustąp pierwszeństwa” występują jedynie jako znaki duże i średnie.

## Odległość znaków od miejsc niebezpiecznych

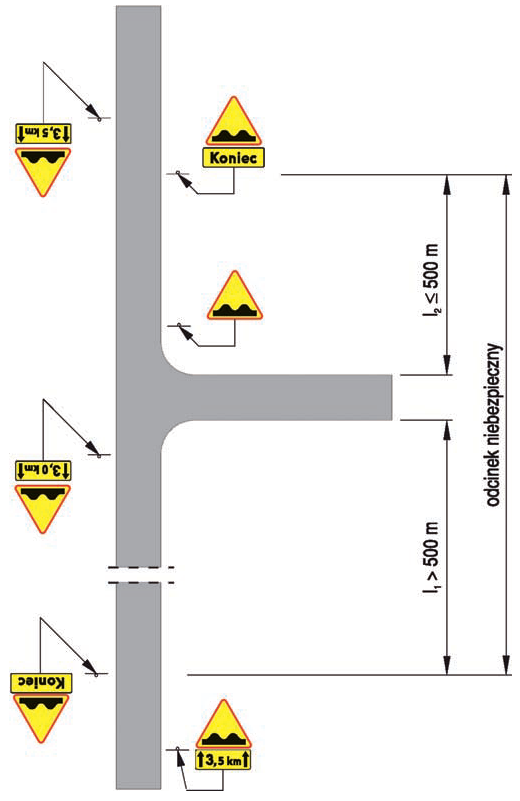
Oznakowanie odcinka niebezpiecznego drogi w przypadku skrzyżowania z drogą poprzeczną

Zgodnie z ww. rozporządzeniami odległość umieszczania znaków od miejsca niebezpiecznego dostosowywana jest do dopuszczanej prędkości na drodze i wynosi:
- 150–300 m od miejsca niebezpiecznego na drogach o dopuszczalnej prędkości powyżej 60 km/h,
- do 100 m od miejsca niebezpiecznego na pozostałych drogach (z wyjątkiem znaku A-7 „ustąp pierwszeństwa”, który umieszcza się według odrębnych zasad).

Podane przedziały odległości, w których można umieszczać znaki, powinny być wykorzystane do takiego umiejscowienia znaku, aby był widoczny dla kierujących z jak największej odległości. Zalecane odległości to:
- dla v ⩾ 100 km/h: 300 m,
- dla v = 90 km/h: 250–300 m,
- dla v = 80 km/h: 200–250 m,
- dla v = 70 km/h: 150–200 m,
- dla v ⩽ 60 km/h: 50–100 m.

W mniejszej od 50 m odległości znaki można umieszczać tylko wyjątkowo, np. na ulicach staromiejskich lub w innych miejscach o bardzo ograniczonej przestrzeni.
W odległościach większych niż podanych wyżej, w przypadkach uzasadnionych warunkami bezpieczeństwa ruchu, pod znakami mogą być dodatkowo umieszczone tabliczki:
- T-1 „tabliczka wskazująca odległość znaku ostrzegawczego od miejsca niebezpiecznego”. Tabliczkę tę umieszcza się pod znakiem ostrzegawczym w przypadku, gdy ze względów lokalnych nie jest możliwe ustawienie znaku w zalecanej odległości oraz pod znakiem dodatkowym, który umieszczony jest w odległości większej niż zawarta w zaleceniach.
- T-2 „tabliczka wskazująca długość odcinka drogi, na którym powtarza się lub występuje niebezpieczeństwo”. Stosuje się ją w zestawieniu ze znakami ostrzegawczymi dla poinformowania o tym, że niebezpieczeństwo, o którym mówią te znaki, powtarza się albo występuje na odcinku drogi o długości większej niż 0,5 km. Długość podaje się w km z jedną cyfrą po przecinku z dokładnością do 0,5 km.
- T-3 „tabliczka wskazująca koniec odcinka, na którym powtarza się lub występuje niebezpieczeństwo”. Tabliczką tą oznacza się koniec odcinka oznaczonego znakiem z tabliczką T-1 i T-2. W przypadku zastosowania tabliczki T-2 ze znakiem A-3 lub A-4 (niebezpieczne zakręty), znaku z tabliczką T-3 nie należy stosować, jeżeli miałby on być umieszczony w odległości mniejszej niż 500 m od następnego znaku ostrzegającego, uprzedzającego o niebezpiecznych zakrętach.

W przypadku, kiedy dla wyjeżdżających z drogi poprzecznej długość odcinka niebezpiecznego jest większa niż 500 m, wówczas bezpośrednio za skrzyżowanie umieszcza się ponownie znak ostrzegawczy z tabliczką T-2 z odpowiednio zmniejszoną długością odcinka.

## Opisy szczegółowe znaków
| Tarcza znaku | Nazwa                                                                    | Szczegóły |
| ------------ | ------------------------------------------------------------------------ | --- |
|              | A-1: niebezpieczny zakręt w prawo                                        | Znak ostrzega przed pojedynczym niebezpiecznym zakrętem w prawo. Stosuje się go na ogół poza miastami, gdy kąt zwrotu łuku drogi jest większy niż 5°, a jego promień jest mniejszy niż 750 m oraz w zależności od przechyłki. Ustawiany także na zakrętach o ograniczonej widoczności, bądź gdzie dochodzi do częstych wypadków lub kolizji. |
|              | A-2: niebezpieczny zakręt w lewo                                         | Znak ostrzega przed pojedynczym niebezpiecznym zakrętem w lewo. Stosuje się go analogicznie jak znak A-1. |
|              | A-3: niebezpieczne zakręty – pierwszy w prawo                            | Znak ostrzega przed niebezpiecznymi zakrętami, z których pierwszy jest w prawo. Stosuje się go na tych samych zasadach, co znaki A-1 i A-2, gdy odległość od końca pierwszego zakrętu do początku kolejnego wymagającego oznakowania zakrętu (niezależnie od tego, w którym jest kierunku) jest mniejsza niż 300 m. Gdy liczba zakrętów jest większa niż 2, pod znakiem mogą być umieszczone tabliczki: - T-2 „tabliczka wskazująca długość odcinka drogi, na którym powtarza się lub występuje niebezpieczeństwo” (koniec tego odcinka wskazuje tabliczka T-3), - T-4 „tabliczka wskazująca liczbę zakrętów”, - T-5 „tabliczka wskazująca początek drogi krętej” (gdy krętość odcinka przekracza 160°/km). |
|              | A-4: niebezpieczne zakręty – pierwszy w lewo                             | Znak ostrzega przed niebezpiecznymi zakrętami, z których pierwszy jest w lewo. Stosuje się go analogicznie jak znak A-3. Gdy liczba zakrętów jest większa niż 2, pod znakiem mogą być umieszczone tabliczki: - T-2 „tabliczka wskazująca długość odcinka drogi, na którym powtarza się lub występuje niebezpieczeństwo” (koniec tego odcinka wskazuje tabliczka T-3), - T-4 „tabliczka wskazująca liczbę zakrętów”, - T-5 „tabliczka wskazująca początek drogi krętej” (gdy krętość odcinka przekracza 160°/km). |
|              | A-5: skrzyżowanie dróg                                                   | Znak ostrzega przed skrzyżowaniem dróg, na którym pierwszeństwo nie jest określone znakami (skrzyżowanie równorzędne). Stosowany wyłącznie wtedy, gdy jedna z dróg miała nadane pierwszeństwo znakiem D-1 „droga z pierwszeństwem”, A-6a, A-6b, A-6c, A-6d, A-6e „skrzyżowanie z drogą podporządkowaną”, lub gdy układ skrzyżowania może sugerować inne zasady pierwszeństwa. |
|              | A-6a: skrzyżowanie z drogą podporządkowaną występującą po obu stronach   | Znak ostrzega przed skrzyżowaniem z drogą podporządkowaną występującą po obu stronach drogi z pierwszeństwem. Stosowany jest poza obszarem zabudowanym dla wskazania pierwszeństwa drogi przebiegającej na wprost, przy której jest ustawiony. Jeżeli osie dróg poprzecznych nie przecinają się na skrzyżowaniu, stosuje się tabliczkę T-6b „tabliczka wskazująca układ dróg podporządkowanych”. |
|              | A-6b: skrzyżowanie z drogą podporządkowaną występującą po prawej stronie | Znak, stosowany podobnie jak A-6a, ostrzega przed skrzyżowaniem z drogą podporządkowaną występującą po prawej stronie drogi z pierwszeństwem. |
|              | A-6c: skrzyżowanie z drogą podporządkowaną występującą po lewej stronie  | Znak, stosowany podobnie jak A-6a, ostrzega przed skrzyżowaniem z drogą podporządkowaną występującą po lewej stronie drogi z pierwszeństwem. |
|              | A-6d: wlot drogi jednokierunkowej z prawej strony                        | Znak ostrzega przed skrzyżowaniem z podporządkowanym wlotem – drogą kończącą się pasem włączania z prawej strony. |
|              | A-6e: wlot drogi jednokierunkowej z lewej strony                         | Znak ostrzega przed skrzyżowaniem z podporządkowanym wlotem – drogą kończącą się pasem włączania z lewej strony. |
|              | A-7: ustąp pierwszeństwa                                                 | Znak ostrzega przed koniecznością ustąpienia pierwszeństwa. Umieszczony jest na drodze podporządkowanej przed skrzyżowaniem z drogą z pierwszeństwem, gdy spełnione są warunki widoczności (w innym wypadku stosuje się znak B-20 „stop”). W obrębie skrzyżowania znak dotyczy tylko najbliższej jezdni, przed którą został umieszczony. Umieszczony razem ze znakiem C-12 „ruch okrężny” określa pierwszeństwo dla znajdującego się na skrzyżowaniu. Może być umieszczony w innych miejscach, gdzie z przepisów ustawy – Prawo o ruchu drogowym wynika obowiązek ustąpienia pierwszeństwa, np. wyjazd z obiektu, torowisko tramwajowe. Pod znakiem może być umieszczona tabliczka T-6c „tabliczka wskazująca rzeczywisty przebieg drogi z pierwszeństwem przez skrzyżowanie” Na drogach o dopuszczalnej prędkości powyżej 60 km/h znak A-7 poprzedzany jest znakiem A-7 z tabliczką T-1 „tabliczka wskazująca odległość znaku ostrzegawczego od miejsca niebezpiecznego”. |
|              | A-8: skrzyżowanie o ruchu okrężnym                                       | Znak ostrzega przed skrzyżowaniem, na którym ruch odbywa się dookoła wyspy lub placu w kierunku wskazanym na znaku, oznaczonym znakiem C-12 „ruch okrężny”. Stosowany zwykle, gdy droga miała wcześniej nadane pierwszeństwo lub skrzyżowanie nie jest widoczne z dostatecznej odległości. |
|              | A-9: przejazd kolejowy z zaporami                                        | Znak ostrzega przed przejazdem kolejowo-drogowym wyposażonym w zapory zamykające całą szerokość jezdni lub półzapory zamykające wjazd na przejazd. Wraz ze znakiem stosuje się słupki wskaźnikowe G-1a, G-1b, G-1c (po prawej stronie jezdni), G-1d, G-1e, G-1f (po lewej stronie jezdni na jezdniach jednokierunkowych). Umieszczany na wszystkich przejazdach kategorii „B”, na większości „A” oraz opcjonalnie „F”. |
|              | A-10: przejazd kolejowy bez zapór                                        | Znak ostrzega przed przejazdem kolejowo-drogowym niewyposażonym w zapory lub półzapory. Umieszczany na wszystkich przejazdach kategorii „C” (tj. wyposażonych w samoczynną sygnalizację świetlną), „D” oraz sporadycznie „A”. W przypadku przejazdów niebezpiecznych ze względu na ostry kąt przecięcia się drogi z linią kolejową lub przebieg linii kolejowej po łuku, pod znakiem stosuje się tabliczkę T-7 „tabliczka wskazująca układ torów i drogi na przejeździe”. Wraz ze znakiem również stosuje się słupki wskaźnikowe, a także „krzyż św. Andrzeja” G-3 lub G-4, wyznaczający miejsce, w którym powinien być zatrzymany pojazd w związku z przejazdem pociągu (nie bliżej niż 5 m od skrajnej szyny). |
|              | A-11: nierówna droga                                                     | Znak ostrzega przed odcinkiem jezdni na którym występują poprzeczne nierówności jezdni, które mogą być niebezpieczne dla ruchu lub obniżają komfort jazdy. |
|              | A-11a: próg zwalniający                                                  | Znak ostrzega przed progiem zwalniającym – wypukłością zastosowaną na jezdni w celu spowolnienia ruchu pojazdów. |
|              | A-12a: zwężenie jezdni – dwustronne                                      | Znak ostrzega przed zwężeniem jezdni, które może powodować utrudnienia ruchu lub być niebezpieczne dla kierujących, gdy występuje zmniejszenie szerokości po obu stronach jezdni przekraczające 0,2 m, a szerokość zwężonego odcinka wynosi mniej niż 5,5 m. |
|              | A-12b: zwężenie jezdni – prawostronne                                    | Znak ostrzega przed zwężeniem jezdni, które może powodować utrudnienia ruchu lub być niebezpieczne dla kierujących, gdy występuje zmniejszenie szerokości po prawej stronie jezdni przekraczające 0,2 m, a szerokość zwężonego odcinka wynosi mniej niż 5,5 m. |
|              | A-12c: zwężenie jezdni – lewostronne                                     | Znak ostrzega przed zwężeniem jezdni, które może powodować utrudnienia ruchu lub być niebezpieczne dla kierujących, gdy występuje zmniejszenie szerokości po lewej stronie jezdni przekraczające 0,2 m, a szerokość zwężonego odcinka wynosi mniej niż 5,5 m. |
|              | A-13: ruchomy most                                                       | Znak ostrzega przed mostem o ruchomym przęśle. Umieszczany jest przed wjazdem na czynny most zwodzony lub obrotowy. |
|              | A-14: roboty na drodze                                                   | Znak ostrzega przed miejscem, w którym prowadzone są na drodze roboty, gdzie kierujący może spotkać osoby pracujące na drodze lub przeszkody utrudniające ruch, takie jak maszyny, materiały. Umieszczona pod znakiem tabliczka T-19 wskazuje na malowanie znaków poziomych. |
|              | A-15: śliska jezdnia                                                     | Znak ostrzega przed możliwością poślizgu pojazdu z powodu zmniejszonej szorstkości jezdni spowodowanej w szczególności: - zmianą nawierzchni jezdni, - stałym lub okresowym zawilgoceniem nawierzchni jezdni. |
|              | A-16: przejście dla pieszych                                             | Znak ostrzega przed przejściem dla pieszych. Umieszcza się go przed przejściem bez sygnalizacji świetlnej na drogach o dopuszczalnej prędkości powyżej 60 km/h lub przed przejściem poza skrzyżowaniami, gdy może nie być widoczne odpowiednio wcześnie. |
|              | A-17: dzieci                                                             | Znak ostrzega przed miejscem na drodze szczególnie uczęszczanym przez dzieci w wieku od 7 do 15 lat. Znak umieszcza się zwłaszcza w pobliżu szkół podstawowych, gimnazjów, placówek prowadzących zajęcia z dziećmi, terenów zabaw itp. Obecny wygląd znaku wprowadzono w 1975 roku, przy czym do 1999 roku mniejszy piktogram człowieka posiadał „kucyk”. |
|              | A-18a: zwierzęta gospodarskie                                            | Znak ostrzega przed możliwością napotkania na drodze zwierząt gospodarskich. Stosuje się go do oznaczania miejsc, w których odbywa się regularny przepęd zwierząt wzdłuż lub w poprzek (przy ośrodkach hodowlanych, pastwiskach itp.) |
|              | A-18b: zwierzęta dzikie                                                  | Znak ostrzega przed możliwością napotkania na drodze zwierząt dzikich. Stosuje się go do oznaczania miejsc, w których zwierzęta dziko żyjące często przekraczają drogę (lasy z dużą ilością zwierzyny, szlaki wędrówek zwierząt) |
|              | A-19: boczny wiatr                                                       | Znak ostrzega przed miejscem, w którym mogą występować silne boczne podmuchy wiatru, np. przy wyjeździe z gęstego lasu, głębokiego wykopu, obszaru o zwartej zabudowie na otwarty teren. W miejscach występowania silnych podmuchów wiatru może być ustawiony sygnalizator pokazujący siłę i kierunek wiatru w danej chwili. |
|              | A-20: odcinek jezdni o ruchu dwukierunkowym                              | Znak ostrzega jadących jezdnią jednokierunkową przed miejscem, w którym rozpoczyna się ruch dwukierunkowy. Stosowany w sytuacji, gdy: - dwie jezdnie jednokierunkowe łączą się w jedną jezdnię dwukierunkową, - przy wprowadzeniu ruchu w przeciwnym kierunku na jezdnię mającą dotychczas ruch jednokierunkowy. |
|              | A-21: tramwaj                                                            | Znak ostrzega przed przecięciem drogi przez tory tramwajowe w taki sposób, że kierujący mogą nie zorientować się odpowiednio wcześnie o istnieniu tych torów. Przed przejazdami tramwajowymi niebezpiecznymi ze względu na ostry kąt przecięcia się drogi z linią kolejową lub przebieg torów po łuku, pod znakiem stosuje się tabliczkę T-7 „tabliczka wskazująca układ torów i drogi na przejeździe”. Tabliczka T-8 pod znakiem wskazuje pas ruchu skierowany na tory tramwajowe. |
|              | A-22: niebezpieczny zjazd                                                | Znak ostrzega przed znacznym spadkiem podłużnym drogi, co najmniej 10% w terenie górskim, a na pozostałych drogach co najmniej 7%, bądź gdy zjazd jest niebezpieczny ze względu na ostre zakręty lub zły stan nawierzchni. Umieszczona pod znakiem tabliczka T-9 wskazuje wartość absolutną rzeczywistej wielkości spadku. |
|              | A-23: stromy podjazd                                                     | Znak ostrzega przed znacznym wzniesieniem drogi, co najmniej 8% w terenie górskim, a na pozostałych drogach co najmniej 6%, bądź gdy wjazd na wzniesienie jest utrudniony ze względu na ostre zakręty lub zły stan nawierzchni. Umieszczona pod znakiem tabliczka T-9 wskazuje wartość absolutną rzeczywistej wielkości wzniesienia. |
|              | A-24: rowerzyści                                                         | Znak ostrzega przed miejscem, w którym rowerzyści wyjeżdżają z drogi dla rowerów. Umieszcza się go też przed przejazdem dla rowerzystów na drogach o dopuszczalnej prędkości powyżej 60 km/h lub przed przejazdem poza skrzyżowaniami, albo gdy przejazd może nie być widoczny odpowiednio wcześnie. |
|              | A-25: spadające odłamki skalne                                           | Znak ostrzega przed miejscem, w którym na drogę mogą staczać się lub zalegać na niej odłamki skalne, stanowiące niebezpieczeństwo dla nadjeżdżających pojazdów. |
|              | A-26: lotnisko                                                           | Znak ostrzega przed możliwością nagłego pojawienia się nisko przelatującego samolotu lub śmigłowca. Znak stosuje się w pobliżu lotnisk czy lądowisk, gdzie nagłe pojawienie się przelatującego nisko samolotu może przestraszyć kierującego pojazdem i spowodować nieprawidłowy manewr. |
|              | A-27: nabrzeże lub brzeg rzeki                                           | Znak ostrzega przed odcinkiem drogi prowadzącym bezpośrednio do nabrzeża lub wzdłuż brzegu rzeki lub innego zbiornika wodnego w odległości mniejszej niż 10 m, gdzie nie są zastosowane bariery ochronne. |
|              | A-28: sypki żwir                                                         | Znak ostrzega przed odcinkiem drogi pokrytej żwirem (grysem), który może być wyrzucany spod kół jadących pojazdów. Dotyczy to przede wszystkim nawierzchni tłuczniowych oraz nawierzchni, na których przeprowadzone powierzchniowe utrwalenie warstwy ścieralnej do czasu stabilnego oblepienia kruszywa przez bitum. Ponadto znak może być umieszczony przed wyjazdami z kamieniołomów lub żwirowni. |
|              | A-29: sygnały świetlne                                                   | Znak ostrzega przed miejscem, w którym ruch jest kierowany za pomocą sygnalizacji świetlnej. Znak stosuje się: - przed każdą sygnalizacją świetlną poza obszarem zabudowanym, - przed pierwszą sygnalizacją w obszarze zabudowanym, - w każdym miejscu, gdzie sygnalizacja zastosowana została do kierowania ruchem wahadłowym, - w każdym miejscu, gdzie sygnalizator jest tylko zawieszony nad jezdnią. |
|              | A-30: inne niebezpieczeństwo                                             | Znak ostrzega przed niebezpieczeństwem innego rodzaju niż określone pozostałymi znakami ostrzegawczymi. Umieszczona pod znakiem tabliczka wskazuje rodzaj niebezpieczeństwa za pomocą symbolu lub napisu. Ze znakiem A-30 najczęściej stosowane są następujące tabliczki: - T-10 „tabliczka wskazująca bocznicę kolejową lub tor o podobnym charakterze” – w miejscu tak oznakowanym ruch na drodze jest wstrzymywany przez pracownika kolei podczas przejeżdżania (przetaczania) pociągu, - T-11 „tabliczka wskazująca przeprawę promową”, - T-12 „tabliczka wskazująca podłużny uskok nawierzchni”, - T-13 „tabliczka wskazująca odcinek drogi, na którym występują deformacje nawierzchni w postaci kolein”, - T-14 „tabliczka wskazująca miejsce częstych wypadków o charakterze wskazanym na tabliczce”, - T-15 „tabliczka wskazująca miejsce częstych wypadków spowodowanych śliską nawierzchnią jezdni ze względu na opady deszczu”, - T-16 „tabliczka wskazująca miejsce wyjazdu pojazdów uprzywilejowanych wskazanych na tabliczce”, - T-17 „tabliczka wskazująca granicę państwa”, - T-18 „tabliczka wskazująca nieoczekiwaną zmianę kierunku ruchu o przebiegu wskazanym na tabliczce”. Od lat 30. aż do końca 1983 roku zamiast wykrzyknika umieszczano na znaku pionową kreskę (). |
|              | A-31: niebezpieczne pobocze                                              | Znak ostrzega przed niebezpiecznym poboczem (wąskim, miękkim, zbyt wysokim lub obniżonym) lub końcem pobocza bitumicznego przechodzącego w ziemne. Znak z odwróconym symbolem ostrzega o niebezpiecznym poboczu występującym po lewej stronie drogi. Wprowadzony w 1999 roku na mocy rozporządzenia; jednocześnie do końca 2005 r. zestawienie znaku A-30 z tabliczką zawierającą symbol znaku A-31 () miało takie samo znaczenie jak znak A-31. Odmiany A-31: \| znak \| Informacja \| \| ---- \| --------------------------------------------- \| \| \| A-31a: niebezpieczne pobocze po lewej stronie \| |
|              | A-32: oszronienie jezdni                                                 | Znak ostrzega przed mogącym występować na drodze oszronieniem jezdni lub gołoledzią. Stosowany jest wyłącznie w okresie zimowym przed mostami i wiaduktami, na których oszronienie jezdni lub gołoledź pojawia się, gdy nie występuje jeszcze na innych odcinkach drogi oraz w pobliżu rzek i zbiorników wodnych. Wprowadzony w 1999 roku na mocy rozporządzenia; jednocześnie do końca 2005 r. zestawienie znaku A-30 z tabliczką zawierającą symbol znaku A-32 () miało takie samo znaczenie jak znak A-32. |
|              | A-33: zator drogowy                                                      | Znak ostrzega przed częstym występowaniem zablokowania ruchu ze względu na natężenie ruchu pojazdów, gdy stojące pojazdy mogą nie zostać w porę dostrzeżone przez kierującego, np. przed skrzyżowaniem z sygnalizacją świetlną, gdy odcinek jezdni jest niewidoczny ze względu na zakręt lub wzniesienie. Wprowadzony w 1999 roku na mocy rozporządzenia. |
|              | A-34: wypadek drogowy                                                    | Znak ostrzega przed miejscem, w którym na skutek wypadku drogowego nastąpiło zablokowanie drogi lub znaczne utrudnienie ruchu pojazdów. Znak ustawiany jest przez służby zabezpieczające miejsce wypadku, następując znak zakazu B-42. Wprowadzony w 1999 roku na mocy rozporządzenia. |
| znak         | Informacja                                                               | |
|              | A-31a: niebezpieczne pobocze po lewej stronie                            | |